# Simulium paraequinum
Simulium paraequinum är en tvåvingeart som beskrevs av Puri 1933. Simulium paraequinum ingår i släktet Simulium och familjen knott. Inga underarter finns listade i Catalogue of Life.